# Federação Amapaense de Basketball
A Federação Amapaense de Basketball (FAB) é uma entidade do basquetebol no Amapá. É filiada a Confederação Brasileira de Basketball.